# Tlaxcala (stad)
Tlaxcala de Xicohténcatl (Nahuatl: Tlaxcallan) is de hoofdstad van de Mexicaanse deelstaat Tlaxcala en in het centrale hoogland van Mexico. Tlaxcala heeft 13.555 inwoners (2020), waarmee het met afstand de kleinste staatshoofdstad van Mexico is, en is de hoofdplaats van de gemeente Tlaxcala.
De stad is de zetel van het rooms-katholieke bisdom Tlaxcala. De San Francisco-kerk in het centrum werd in 1521 ingewijd en is daarmee de oudste van het Amerikaanse vasteland.

## Geboren in Tlaxcala de Xicohténcatl
- Beatriz Paredes (1953), politica
- Julio Alberto Pérez (1977), wielrenner
- Madaí Pérez (1980), atlete